# Totenritual
Totenritual è l'undicesimo album in studio del gruppo  austriaco Belphegor, pubblicato nel 2017.

## Tracce
1. Baphomet – 4:47
2. The Devil's Son – 4:20
3. Swinefever - Regent of Pigs – 4:50
4. Apophis - Black Dragon – 6:12
5. Totenkult - Exegesis of Deterioration – 5:43
6. Totenbeschwörer – 2:15
7. Spell of Reflection – 5:21
8. Embracing a Star – 5:34
9. Totenritual – 2:46

## Formazione
- Helmuth - voce, chitarre
- Serpenth - basso
- Simon "BloodHammer" Schilling - batteria